# Casuarina equisetifolia
Casuarina equisetifolia (nombre común: casuarina, agoho de Filipinas, pino australiano, pino de París, árbol de la tristeza, casuarina cola de caballo) es una especie de árboles semiperennes, de costas tropicales, muy útil como cortina forestal rompeviento. Es nativo de Australia, Malasia, Polinesia.

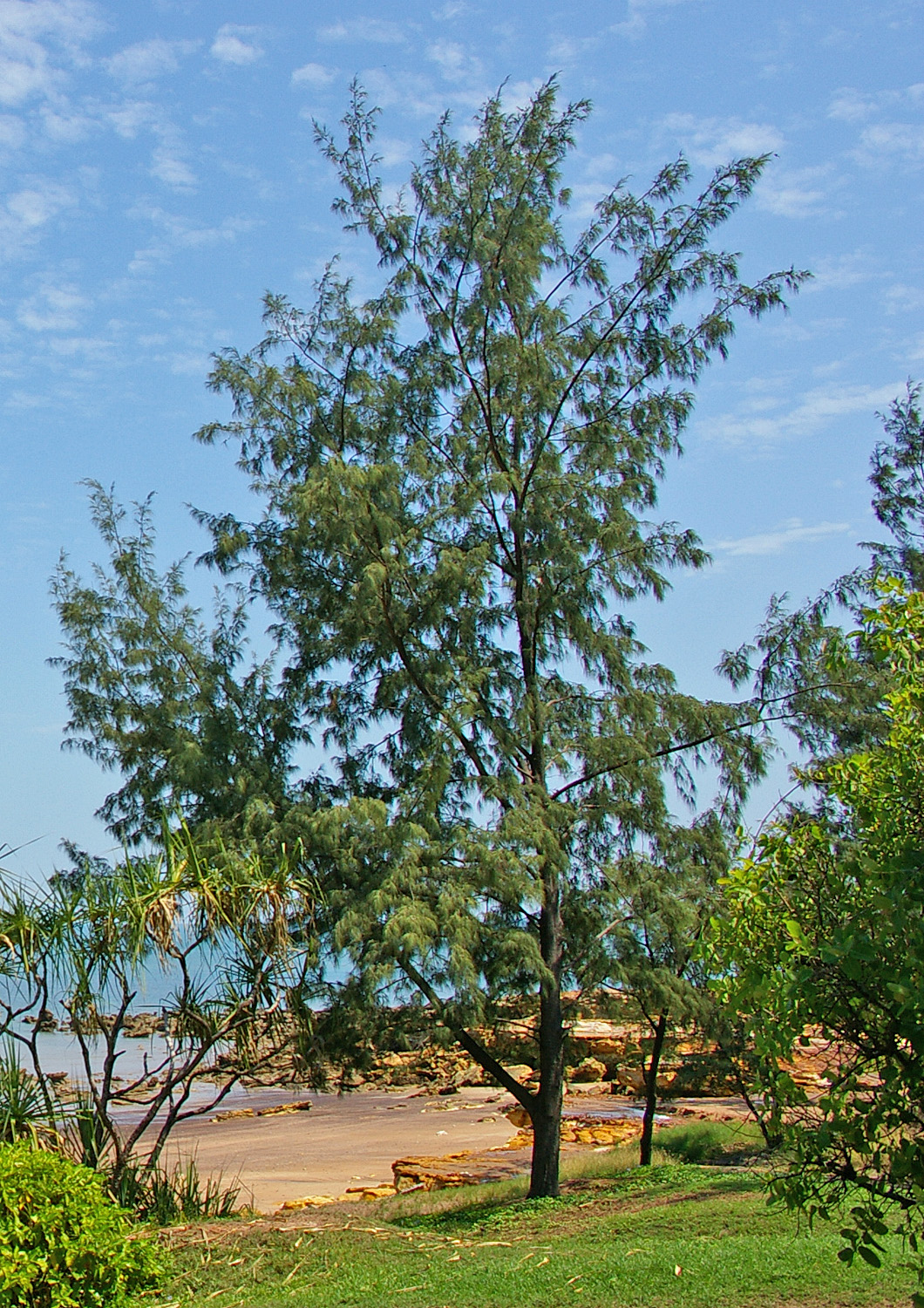
Vista del árbol

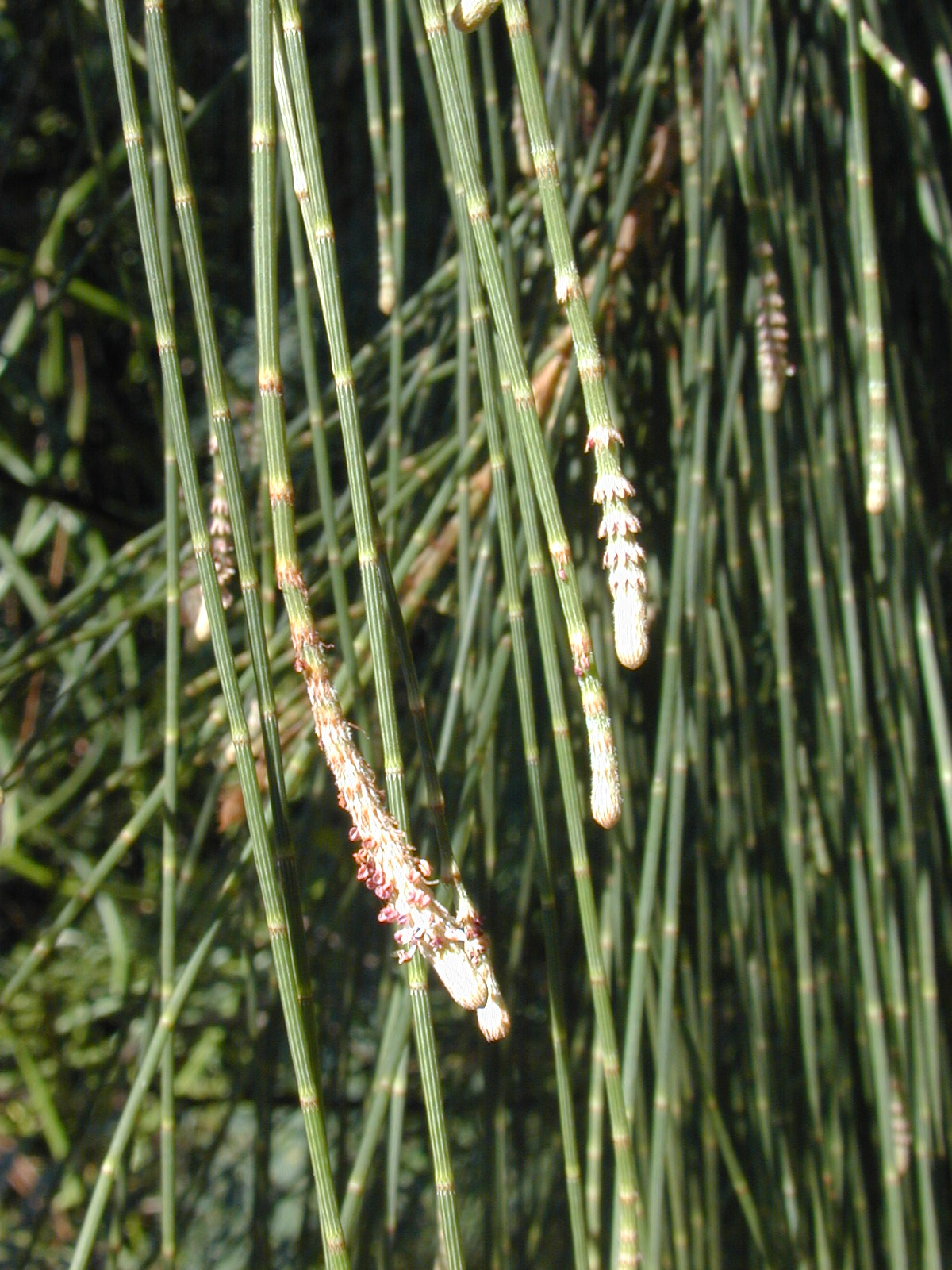
Hojas

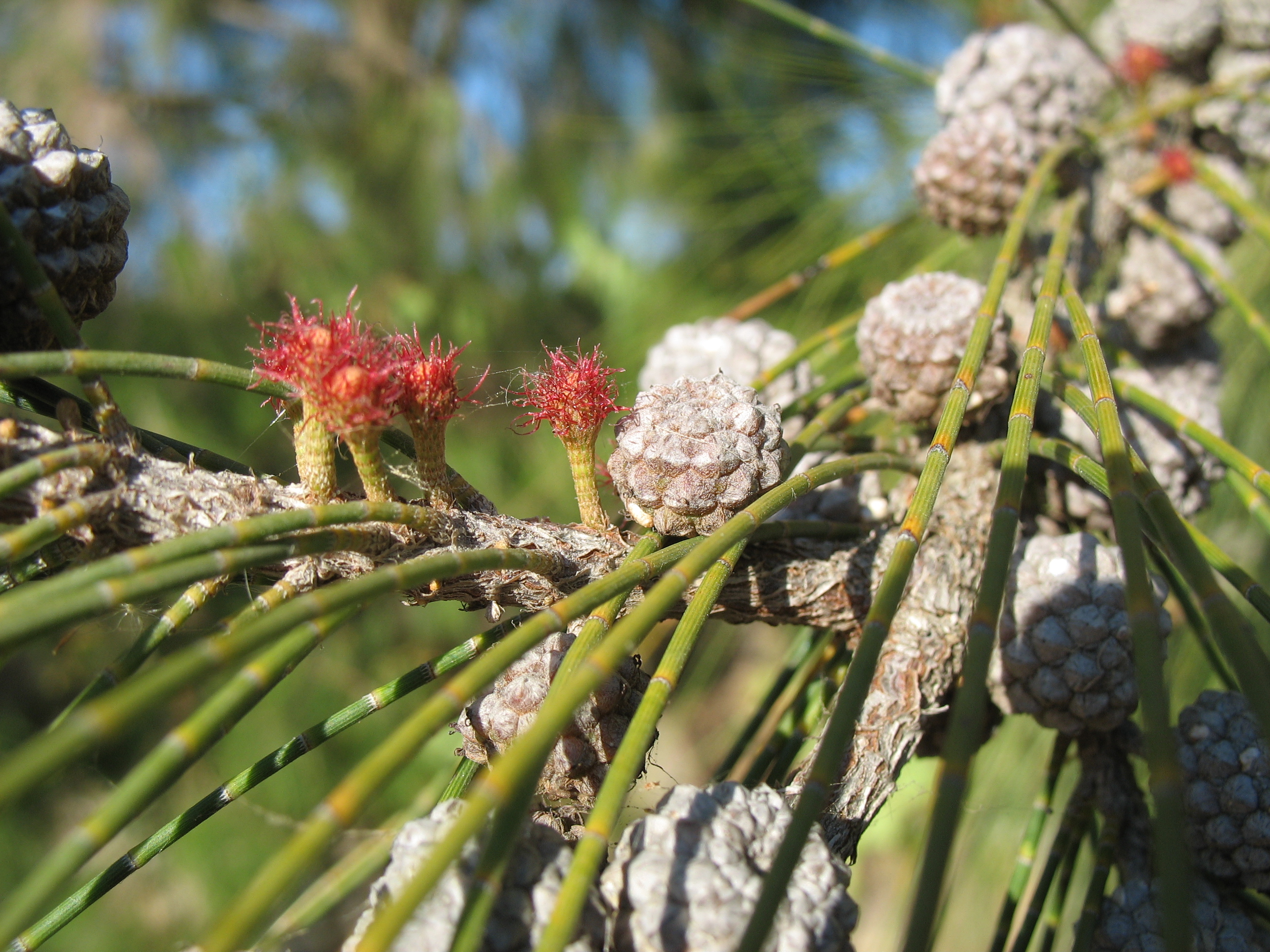
Flores femeninas y frutos.

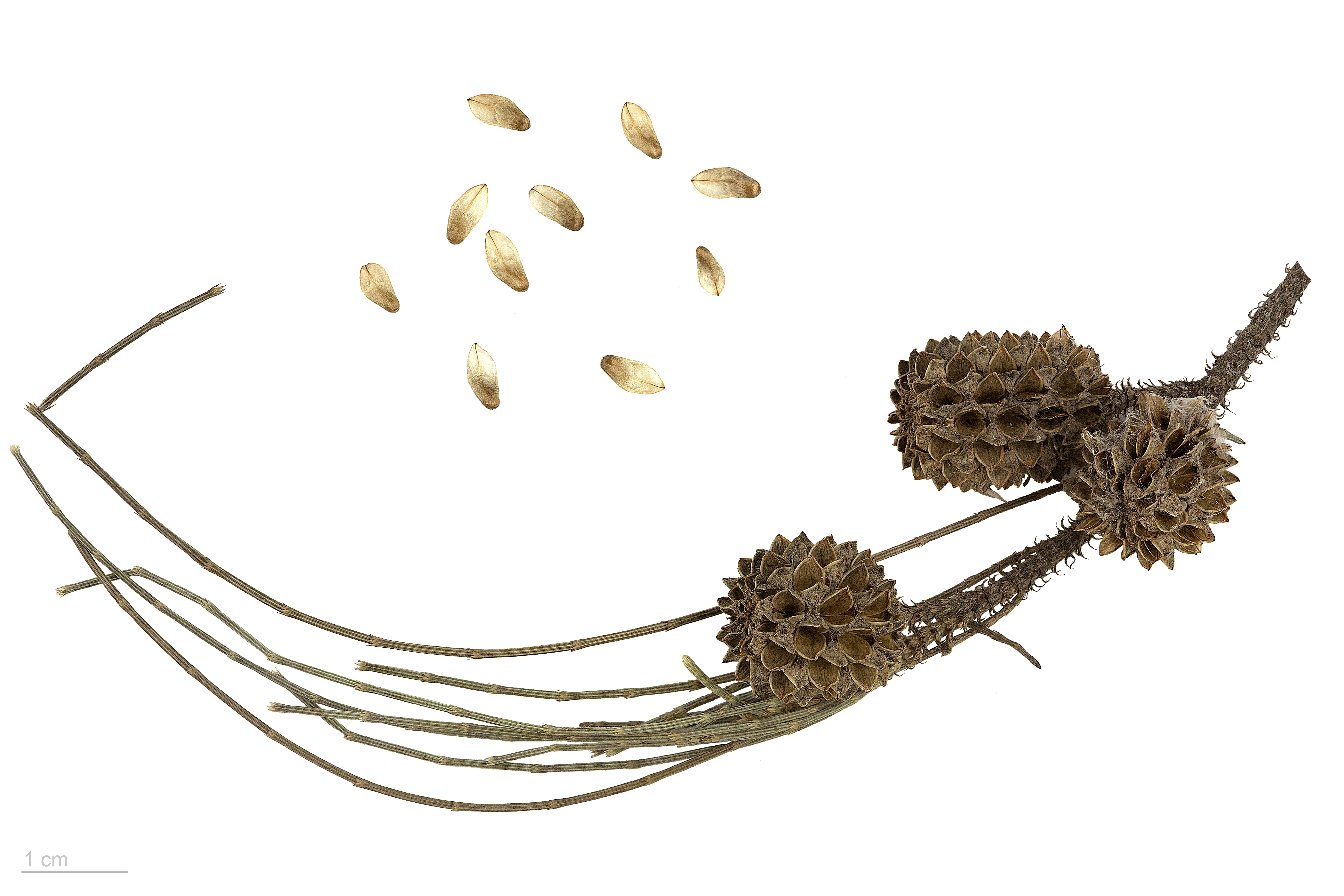
Hojas, frutos y semillas de Casuarina equisetifolia (MHNT)

## Descripción
Su fuste alcanza 25-30 m, tiene una corteza que se divide en bandas longitudinales; la corteza tiene mucho tanino, de ahí su utilidad para diarreas.
Parece una conífera por el follaje, pero no lo es. Sus hojas son finas, similares a las acículas de los pinos pero se diferencian de estos al estar tabicadas en septos.  
Sus tallos adaptados, de color verde, son equisetiformes, ya que anatómicamente son iguales a los de Equisetum, y miden entre 10 a 20 cm de longitud y 1 mm de diámetro.
Las flores son unisexuales, poco vistosas y de reducido tamaño. La especie es diclono monoica (llevan flores masculinas y femeninas). Tiene frutos en los ejes y las escamas de las inflorescencias femeninas se lignifican y forman unas falsas piñas globosas que contienen los frutos, pequeñas sámaras de 5-8 mm de diámetro.

## Distribución y hábitat
En las islas hawaiiannas donde fue una especie introducida, crece tanto en costas arenosas xéricas, salitrosas, calcáreas, como en las montañas sobre áreas de pesada pluviosidad de suelos volcánicos. Las plantas se fijan muy bien al suelo, y tienen propiedades alelopáticas, evidenciada por la ausencia cercana a la copa de vegetales, y una cubierta de sus detritus. 

## Ecología
Muy útil para reforestación rural y urbana en trópicos, subtrópicos y regiones templadas; fija nitrógeno atmosférico en simbiosis con la bacteria Frankia, y porque es un árbol de crecimiento rápido. Además, las micorrizas (en coinoculación con el hongo micorrízico arbuscular Glomus intraradices y con el hongo ectomicorrízico Pisolithus tinctorius) en sus raíces incrementan el crecimiento de esta planta, así como su capacidad de fijación de nitrógeno, contribuyendo a su supervivencia en el trasplante en suelos marginales.

## Cultivo
Se multiplica por semilla muy bien. Se ponen los diminutos frutos a secar, pronto se separan las semillas, y bien almacenadas son viables por 1-2 años. La germinación, sin tratamientos previos, suele ser alta. Si bien su tronco no es excesivamente grueso, es un árbol que alcanza una gran altura.

## Usos
Su madera es usada para placas, vallas, y es una excelente leña.

## Propiedades
Principios activos: contiene tanino.
Indicaciones: es astringente. Las raíces se han usado para tratar granos en la cara.

## Taxonomía
Casuarina equisetifolia fue descrita por Carlos Linneo y publicado en Amoenitates Academici, Linnaeus, ed. 4, p. 143 en 1759.
Variedades
- Casuarina equisetifolia subsp. incana (Benth.) L.A.S.Johnson

Sinonimia:
- Casuarina africana Lour.
- Casuarina brunoniana Miq.
- Casuarina equisetifolia var. souderi Fosberg
- Casuarina excelsa Dehnh. ex Miq.
- Casuarina indica Pers.
- Casuarina lateriflora Poir.
- Casuarina litorea L. ex Fosberg & Sachet
- Casuarina littorea Oken
- Casuarina littorea var. souderi (Fosberg) Fosberg & Sachet
- Casuarina mertensiana Rupr. ex Miq.
- Casuarina repens Hoffmanns.
- Casuarina truncata Willd.[6]